# La venida de la Virgen a Zaragoza

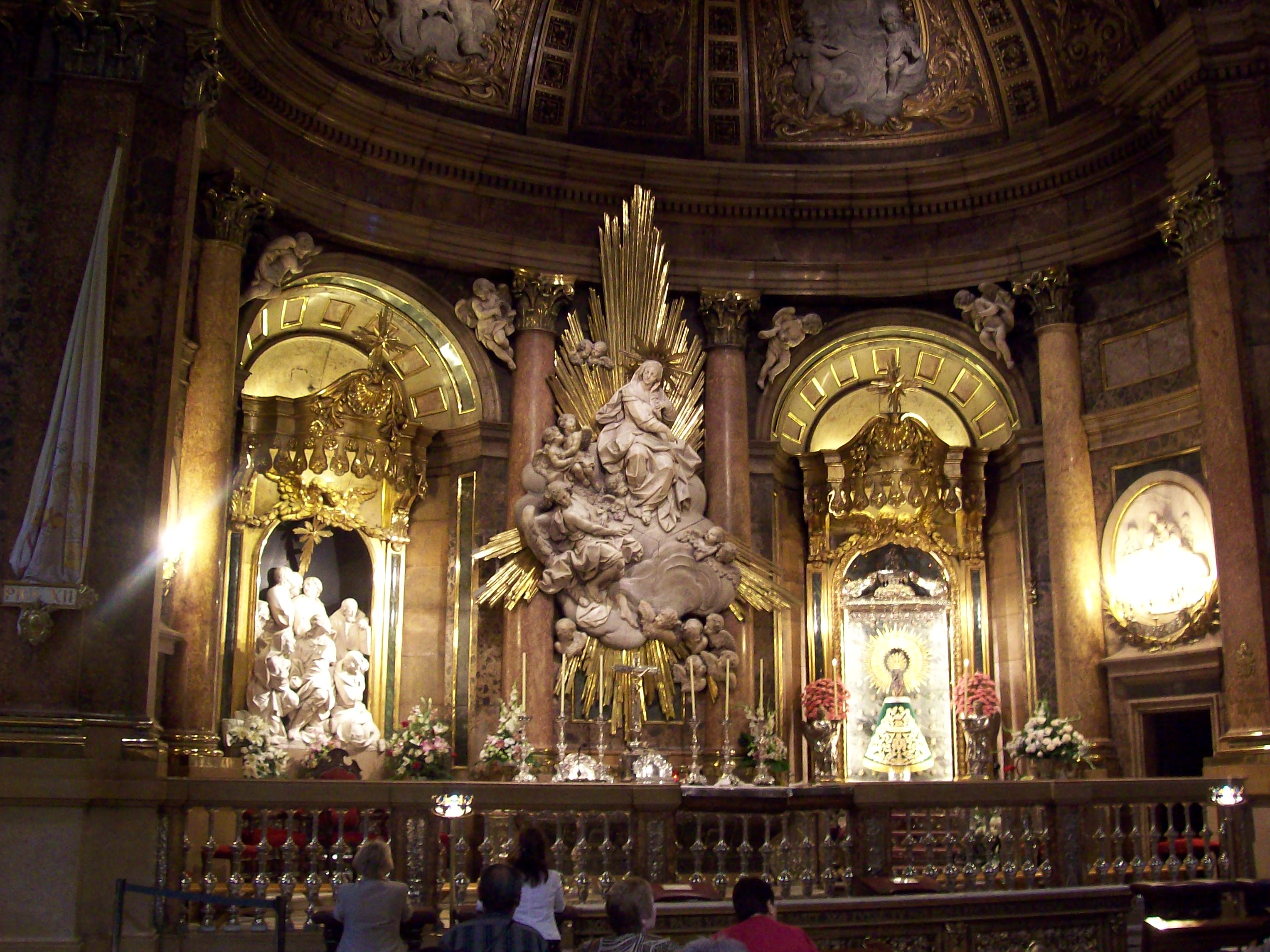
Santa Capilla. Al centro, La venida de la Virgen del Pilar.

La venida de la Virgen del Pilar a Zaragoza es un grupo escultórico de José Ramírez de Arellano. Se encuentra en el centro de la Santa Capilla de la Basílica del Pilar. Recuerda los hechos sucedidos el 2 de enero del año 40.
Está labrado en mármol de Carrara sobre bronce. Da la impresión de que avanza hacia el público, de manera que irrumpe en las columnas adosadas de la capilla. Ramírez de Arellano proyectó hábilmente una Virgen rodeada de ángeles que vuelve su rostro hacia el grupo de Santiago y los convertidos pero que además señala el camarín de la Virgen.